# Nati nel 1965/Luglio
| Questa pagina contiene informazioni ricavate automaticamente dalle voci biografiche con l'ausilio del template Bio e di un bot. L'aggiornamento è periodico e automatico e ricostruisce completamente la pagina. Se manca una persona in questa lista, sei pregato di non aggiungerla, ma accertati piuttosto che la sua voce biografica contenga il template Bio e che i dati anagrafici siano correttamente compilati. Se il template Bio manca, inseriscilo tu stesso o, in alternativa, metti l'avviso {{tmp\|Bio}} che ne segnala la mancanza. Se i dati riportati sono sbagliati, correggi direttamente la voce biografica; le modifiche saranno visibili in questa lista entro pochi giorni. Per chiarimenti vedi il progetto biografie. La lista contiene solo le 306 persone che sono citate nell'enciclopedia e per le quali è stato implementato correttamente il template Bio. Pagina aggiornata al 18 ago 2025. |

- 1º luglio - Roger Barton, montatore statunitense
- 1º luglio - Tito Beltrán, tenore cileno
- 1º luglio - Paolo Filippo Bragaglia, musicista e compositore italiano
- 1º luglio - Cristina Finocchi Mahne, dirigente d'azienda e economista italiana
- 1º luglio - Carl Fogarty, pilota motociclistico britannico
- 1º luglio - Francesco Massara, arcivescovo cattolico italiano
- 1º luglio - Oscar Pellicioli, ex ciclista su strada e dirigente sportivo italiano
- 1º luglio - Luis Antonio Valdez, ex calciatore messicano
- 1º luglio - Konrad Walk, ex sciatore alpino austriaco
- 1º luglio - Simon Youl, ex tennista australiano
- 1º luglio - Harald Zwart, regista olandese
- 2 luglio - Abdiweli Mohamed Ali, politico e economista somalo
- 2 luglio - Luc Borrelli, calciatore francese († 1999)
- 2 luglio - Tim Breacker, ex calciatore e allenatore di calcio inglese
- 2 luglio - Raúl Pérez, ex rugbista a 15 e allenatore di rugby a 15 argentino
- 2 luglio - Norbert Röttgen, politico tedesco
- 2 luglio - Christopher Smith, storico britannico
- 2 luglio - Valerio Tebaldi, dirigente sportivo e ex ciclista su strada italiano
- 3 luglio - Giovanni Bietti, compositore, pianista e musicologo italiano
- 3 luglio - Angelo Corbo, poliziotto italiano
- 3 luglio - Stefano Desideri, ex calciatore, allenatore di calcio e dirigente sportivo italiano
- 3 luglio - Hans Dorfner, ex calciatore tedesco
- 3 luglio - Tommy Flanagan, attore britannico
- 3 luglio - Paul Hand, ex tennista britannico
- 3 luglio - Shinya Hashimoto, wrestler e attore giapponese († 2005)
- 3 luglio - Flavio Insinna, attore e conduttore televisivo italiano
- 3 luglio - Bertrand Layec, ex arbitro di calcio francese
- 3 luglio - Connie Nielsen, attrice danese
- 3 luglio - Oleg Pogodin, regista sovietico
- 3 luglio - Christophe Ruer, pentatleta francese († 2007)
- 4 luglio - Veronica Alicino, attrice statunitense
- 4 luglio - Michael Emenalo, dirigente sportivo e ex calciatore nigeriano
- 4 luglio - Massimo Ferraiuolo, ex cestista e dirigente sportivo italiano
- 4 luglio - John Frawley, ex tennista australiano
- 4 luglio - Agostino Ghiglia, politico italiano
- 4 luglio - Sandra Giancola, ex schermitrice argentina
- 4 luglio - Harvey Grant, ex cestista e allenatore di pallacanestro statunitense
- 4 luglio - Horace Grant, ex cestista statunitense
- 4 luglio - Erik Johnsen, ex saltatore con gli sci norvegese
- 4 luglio - Kyriakos Karataïdīs, ex calciatore greco
- 4 luglio - Tracy Letts, drammaturgo e attore statunitense
- 4 luglio - Giancarlo Marocchi, dirigente sportivo, commentatore televisivo e ex calciatore italiano
- 4 luglio - Salvatore Mazzarano, calciatore italiano († 2024)
- 4 luglio - Regina, cantante slovena
- 4 luglio - Tomoko Tamura, politica giapponese
- 4 luglio - Gérard Watkins, attore e drammaturgo britannico
- 4 luglio - Inon Zur, compositore e musicista israeliano
- 5 luglio - Raymond Brown, ex cestista statunitense
- 5 luglio - Kathryn Erbe, attrice statunitense
- 5 luglio - Carlo Legrottaglie, militare italiano († 2025)
- 5 luglio - Gerd Nefzer, effettista tedesco
- 5 luglio - Susan Rapp, ex nuotatrice statunitense
- 5 luglio - Shyqry Shala, ex calciatore albanese
- 5 luglio - Maria Virginia Tiraboschi, politica italiana
- 5 luglio - Inna Voljanskaja, pattinatrice artistica su ghiaccio sovietica († 2025)
- 5 luglio - Məqsəd Yaqubəliyev, ex calciatore azero
- 5 luglio - Reha Özcan, attore turco
- 6 luglio - Ugo Cornia, scrittore italiano
- 6 luglio - Carlo Fava, cantautore e attore italiano
- 6 luglio - Stefan Ilsanker, ex slittinista tedesco occidentale
- 6 luglio - Giuseppe Milella, allenatore di calcio a 5 e ex giocatore di calcio a 5 italiano
- 6 luglio - Jens Müller, ex slittinista tedesco
- 6 luglio - Ottavio Navarra, politico italiano
- 6 luglio - Wolfgang Pisa, vescovo cattolico tanzaniano
- 6 luglio - Sandro Sambugaro, ex saltatore con gli sci italiano
- 6 luglio - Hannes Zehentner, ex sciatore alpino tedesco
- 7 luglio - Pablo Benítez, ex giocatore di calcio a 5 paraguaiano
- 7 luglio - Vladimir Cheburin, allenatore di calcio e ex calciatore kazako
- 7 luglio - Mo Collins, attrice e comica statunitense
- 7 luglio - Paula Devicq, attrice canadese
- 7 luglio - Juul Ellerman, ex calciatore olandese
- 7 luglio - Jeremy Guscott, rugbista a 15 britannico
- 7 luglio - Zoë Heller, scrittrice e giornalista britannica
- 7 luglio - Khalid Ismaïl, ex calciatore emiratino
- 7 luglio - Zana Muhsen, scrittrice inglese
- 7 luglio - Gérard Rué, ex ciclista su strada e dirigente sportivo francese
- 7 luglio - Joe Tofflemire, giocatore di football americano statunitense († 2011)
- 7 luglio - Karen Malina White, attrice statunitense
- 7 luglio - Wu Qinglong, ex cestista e allenatore di pallacanestro cinese
- 7 luglio - Willibald Zechner, ex sciatore alpino austriaco
- 8 luglio - Ugo Brachetti Peretti, dirigente d'azienda italiano
- 8 luglio - Virgilio Degiovanni, imprenditore italiano
- 8 luglio - Ahmed El-Kass, ex calciatore egiziano
- 8 luglio - Einārs Gņedojs, calciatore lettone († 2022)
- 8 luglio - Yousuf Hussain, ex calciatore emiratino
- 8 luglio - Andrea Lucchesini, pianista italiano
- 8 luglio - Hassan Nader, ex calciatore marocchino
- 8 luglio - Corey Parker, attore statunitense
- 8 luglio - Lee Tergesen, attore statunitense
- 8 luglio - Mario Zamma, comico, cabarettista e umorista italiano
- 9 luglio - Frank Bello, bassista statunitense
- 9 luglio - Nadine Capellmann, cavallerizza tedesca
- 9 luglio - Mladen Drijenčić, allenatore di pallacanestro bosniaco
- 9 luglio - K. Todd Freeman, attore statunitense
- 9 luglio - Thomas Jahn, regista e sceneggiatore tedesco
- 9 luglio - Heiko März, allenatore di calcio e ex calciatore tedesco orientale
- 9 luglio - Shōko Nakahara, attrice giapponese
- 9 luglio - Patrizia Nanz, politologa tedesca
- 9 luglio - David O'Hara, attore britannico
- 9 luglio - Natal'ja Pomoščnikova-Voronova, ex velocista russa
- 9 luglio - Jason Rhoades, artista statunitense († 2006)
- 9 luglio - Michael Spies, ex calciatore tedesco
- 9 luglio - Michele Tomasi, vescovo cattolico italiano
- 9 luglio - Richard Tsimba, rugbista a 15 zimbabwese († 2000)
- 10 luglio - Danny Boffin, ex calciatore belga
- 10 luglio - Elena Chudašova, ex cestista russa
- 10 luglio - Peter DiStefano, chitarrista statunitense
- 10 luglio - Sammy Garza, ex giocatore di football americano statunitense
- 10 luglio - Alessia di Grecia, principessa greca
- 10 luglio - Jorge Guerricaechevarría, sceneggiatore spagnolo
- 10 luglio - Roy Hart, ex giocatore di football americano statunitense
- 10 luglio - Stefania Lazzaroni, ex lunghista italiana
- 10 luglio - Alec Mapa, attore, comico e sceneggiatore statunitense
- 10 luglio - Mitar Mrkela, ex calciatore jugoslavo
- 10 luglio - Alessandro Nista, allenatore di calcio e ex calciatore italiano
- 10 luglio - David Turcotte, ex cestista canadese
- 10 luglio - Robert Tyler, ex giocatore di football americano statunitense
- 11 luglio - Tony Cottee, ex calciatore e allenatore di calcio inglese
- 11 luglio - Dina Eastwood, giornalista, conduttrice televisiva e attrice statunitense
- 11 luglio - Vladimir Sergeevič Epišin, scacchista russo
- 11 luglio - Marco Gilli, ingegnere italiano
- 11 luglio - Ernesto Hoost, ex kickboxer olandese
- 11 luglio - Atle Kristoffersen, ex calciatore norvegese
- 11 luglio - Albert Sánchez Piñol, scrittore e antropologo spagnolo
- 11 luglio - Scott Shriner, bassista statunitense
- 12 luglio - Claudio Galli, ex pallavolista italiano
- 12 luglio - Naohiko Minobe, allenatore di calcio e ex calciatore giapponese
- 12 luglio - Lee Sinnott, allenatore di calcio e ex calciatore inglese
- 12 luglio - Konstantin Čujčenko, politico, avvocato e imprenditore russo
- 13 luglio - Chun In-soo, ex arciere sudcoreano
- 13 luglio - Fabrizio Ferracane, attore italiano
- 13 luglio - Fabio Gómez, ex rugbista a 15, allenatore di rugby a 15 e imprenditore argentino
- 13 luglio - Akina Nakamori, cantante e attrice giapponese
- 13 luglio - Arnd Schmitt, ex schermidore tedesco
- 13 luglio - Scott B. Smith, scrittore e sceneggiatore statunitense
- 13 luglio - Hannes Strydom, rugbista a 15, farmacologo e imprenditore sudafricano († 2023)
- 14 luglio - Bibo Bergeron, regista, animatore e sceneggiatore francese
- 14 luglio - Christophe Bonvin, ex calciatore svizzero
- 14 luglio - Igor' Chorošev, tastierista russo
- 14 luglio - Danny Noonan, ex giocatore di football americano statunitense
- 14 luglio - Lou Savarese, ex pugile statunitense
- 14 luglio - Tan Liangde, ex tuffatore cinese
- 15 luglio - Ol'ga Evkova, ex cestista sovietica
- 15 luglio - Jean-Marc Ithier, ex calciatore mauriziano
- 15 luglio - Hartwig Löger, politico e ex dirigente d'azienda austriaco
- 15 luglio - David Miliband, politico britannico
- 15 luglio - Yasutoshi Miura, allenatore di calcio e ex calciatore giapponese
- 15 luglio - Ildikó Stréhli, bobbista ungherese
- 15 luglio - Jean-Philippe Séchet, ex calciatore francese
- 15 luglio - Rob White, ingegnere britannico
- 16 luglio - Stefano Baccelli, politico italiano
- 16 luglio - Lanard Copeland, ex cestista e allenatore di pallacanestro statunitense
- 16 luglio - Gianni Faresin, dirigente sportivo e ex ciclista su strada italiano
- 16 luglio - John Fox, ex cestista statunitense
- 16 luglio - Ivana Kotíková, ex cestista cecoslovacca
- 16 luglio - Claude Lemieux, ex hockeista su ghiaccio e dirigente sportivo canadese
- 16 luglio - Daryl Mitchell, attore statunitense
- 16 luglio - Milan Ohnisko, poeta e editore ceco
- 16 luglio - Mauro Picasso, ex calciatore italiano
- 16 luglio - Charles Smith, ex cestista statunitense
- 17 luglio - Lee Ki-keun, ex calciatore sudcoreano
- 17 luglio - Alessandro Lucci, procuratore sportivo italiano
- 17 luglio - Ettore Maria Mazzola, architetto, urbanista e restauratore italiano
- 17 luglio - Giuseppe Nardelli, militare italiano
- 17 luglio - Gerhard Pilz, ex slittinista austriaco
- 17 luglio - Santiago Segura, attore, regista e sceneggiatore spagnolo
- 17 luglio - Bastian Sick, giornalista e scrittore tedesco
- 17 luglio - Tjark de Vries, canottiere olandese
- 17 luglio - Alex Winter, attore, regista e sceneggiatore inglese
- 18 luglio - Benzino, rapper statunitense
- 18 luglio - Paola Folli, cantante italiana
- 18 luglio - Raudnei Anversa Freire, ex calciatore brasiliano
- 18 luglio - Bill Hubauer, polistrumentista, cantante e compositore cubano
- 18 luglio - Eva Ionesco, attrice, regista e ex modella francese
- 18 luglio - Veselina Kacarova, mezzosoprano bulgaro
- 18 luglio - Walter Merlo, mezzofondista e maratoneta italiano († 1998)
- 18 luglio - Michele Moro, ex ciclista su strada italiano
- 18 luglio - Veli-Matti Puumala, compositore finlandese
- 18 luglio - Fabio Roscioli, ex ciclista su strada italiano
- 18 luglio - Petra Schersing, ex velocista tedesca
- 18 luglio - András Sike, ex lottatore ungherese
- 19 luglio - Hailé Mariàm Desalegn, politico etiope
- 19 luglio - Paolo Dionisi, diplomatico italiano
- 19 luglio - Evelyn Glennie, percussionista e compositrice scozzese
- 19 luglio - Zvezdan Jovanović, ex militare e criminale serbo
- 19 luglio - Clea Lewis, attrice e cantante statunitense
- 19 luglio - Július Šimon, allenatore di calcio e ex calciatore slovacco
- 19 luglio - Scott Tingle, astronauta statunitense
- 19 luglio - Igor Vrablic, ex calciatore canadese
- 19 luglio - Claus-Dieter Wollitz, allenatore di calcio e ex calciatore tedesco
- 20 luglio - Saba Amendolara, ex schermitrice italiana
- 20 luglio - Joe Arlauckas, ex cestista statunitense
- 20 luglio - Jeroo Billimoria, imprenditrice indiana
- 20 luglio - Andy Black, giocatore di poker irlandese
- 20 luglio - Giuliano Caputi, autore televisivo, giornalista e regista italiano
- 20 luglio - Giovanni Falcone, politico italiano
- 20 luglio - Nick Gilbert, ex calciatore canadese
- 20 luglio - Li Yuwei, ex tiratore a segno cinese
- 20 luglio - David Lipsky, scrittore statunitense
- 20 luglio - Laurent Lucas, attore francese
- 20 luglio - Larry Middleton, ex cestista, allenatore di pallacanestro e dirigente sportivo statunitense
- 20 luglio - Abdourahman Waberi, scrittore gibutiano
- 21 luglio - Paul Beesley, ex calciatore inglese
- 21 luglio - Guðni Bergsson, ex calciatore islandese
- 21 luglio - Ines Bibernell, ex mezzofondista tedesca
- 21 luglio - Treva Etienne, attore inglese
- 21 luglio - Ivko Gančev, allenatore di calcio e ex calciatore bulgaro
- 21 luglio - Patricia Guerra, ex velista spagnola
- 21 luglio - Víctor López, ex giocatore di calcio a 5 paraguaiano
- 21 luglio - Tony Marciano, cantautore italiano
- 21 luglio - Francis Moreau, ex pistard e ciclista su strada francese
- 21 luglio - Paolo Ricchebono, rugbista a 15, allenatore di rugby a 15 e dirigente sportivo italiano
- 21 luglio - Tetta Sugimoto, attore giapponese
- 22 luglio - Robert Aderholt, politico e avvocato statunitense
- 22 luglio - Chin Su-li, ex cestista taiwanese
- 22 luglio - Giovanni Cornacchini, allenatore di calcio e ex calciatore italiano
- 22 luglio - Cinzia Corrado, cantante italiana
- 22 luglio - Claudio D'Amico, politico italiano
- 22 luglio - Karl Koch, hacker tedesco († 1989)
- 22 luglio - Patrick Labyorteaux, attore statunitense
- 22 luglio - Shawn Michaels, ex wrestler statunitense
- 22 luglio - Mario Tabares, ex tennista cubano
- 23 luglio - Cai Jian Lin, allenatore di calcio, ex calciatore e ex giocatore di calcio a 5 cinese
- 23 luglio - Rob Dickinson, chitarrista e cantante britannico
- 23 luglio - Keith Downing, allenatore di calcio e ex calciatore inglese
- 23 luglio - Pierpaolo Ferrazzi, ex canoista italiano
- 23 luglio - Grace Mugabe, imprenditrice e politica zimbabwese
- 23 luglio - Kjell Olofsson, ex calciatore svedese
- 23 luglio - Slash, chitarrista, compositore e produttore discografico britannico
- 23 luglio - Jörg Stübner, calciatore tedesco orientale († 2019)
- 23 luglio - Noriko Watanabe, attrice e compositrice giapponese
- 24 luglio - Paul Ben-Victor, attore statunitense
- 24 luglio - Brian Blades, ex giocatore di football americano statunitense
- 24 luglio - Andrew Gaze, ex cestista e allenatore di pallacanestro australiano
- 24 luglio - Kadeem Hardison, attore, regista e doppiatore statunitense
- 24 luglio - Cristobal Jodorowsky, attore, scrittore e pittore messicano († 2022)
- 24 luglio - Doug Liman, regista, produttore cinematografico e produttore televisivo statunitense
- 24 luglio - Mirko Mihić, ex calciatore jugoslavo
- 24 luglio - Alberto Pezzotta, critico cinematografico e traduttore italiano
- 24 luglio - Gabriele Ragghianti, contrabbassista italiano
- 24 luglio - Josip Reić, ex canottiere croato
- 24 luglio - Omar Walcott, ex cestista venezuelano
- 24 luglio - Józef Żymańczyk, ex calciatore e ex giocatore di calcio a 5 polacco
- 25 luglio - Elena Belova, ex biatleta russa
- 25 luglio - Ernesto Calisti, ex calciatore italiano
- 25 luglio - Gae Capitano, paroliere, compositore e arrangiatore italiano
- 25 luglio - Illeana Douglas, attrice statunitense
- 25 luglio - Stefano Incerti, regista e sceneggiatore italiano
- 25 luglio - Carla Lasi, ex nuotatrice italiana
- 25 luglio - Ina Müller, cantante e conduttrice televisiva tedesca
- 25 luglio - Urania Papatheu, politica italiana
- 25 luglio - Ahmed Ramzy, ex calciatore egiziano
- 25 luglio - Roberto Vernetti, musicista e produttore discografico italiano
- 26 luglio - Steve Davis, allenatore di calcio e ex calciatore inglese
- 26 luglio - Ana García-Siñeriz, giornalista e conduttrice televisiva spagnola
- 26 luglio - Mario Hoyer, ex bobbista tedesco
- 26 luglio - Jim Lindberg, cantante statunitense
- 26 luglio - Ran Masaki, attrice e modella giapponese
- 26 luglio - Dito Montiel, regista, sceneggiatore e musicista statunitense
- 26 luglio - Patrizia Nanetti, annunciatrice televisiva e ex modella italiana
- 26 luglio - Jeremy Piven, attore statunitense
- 26 luglio - Aaron Schneider, direttore della fotografia e regista statunitense
- 26 luglio - Oleksandr Syrs'kyj, generale ucraino
- 26 luglio - Andrea Tofanelli, trombettista italiano
- 26 luglio - Irma Valová, ex cestista cecoslovacca
- 27 luglio - Dan Bern, cantautore e scrittore statunitense
- 27 luglio - José Luis Chilavert, ex calciatore paraguaiano
- 27 luglio - José Morais, allenatore di calcio e ex calciatore portoghese
- 27 luglio - Trifon Ivanov, calciatore bulgaro († 2016)
- 27 luglio - Vladimir Rezničenko, ex schermidore tedesco
- 27 luglio - Mara Rosolen, ex pesista e discobola italiana
- 28 luglio - Priscilla Chan, cantante cinese
- 28 luglio - Matali Crasset, architetta e designer francese
- 28 luglio - Giambattista Croci, ex rugbista a 15 italiano
- 28 luglio - Martin Haag, rugbista a 15 e allenatore di rugby a 15 inglese
- 28 luglio - Daniela Mercury, cantante e compositrice brasiliana
- 28 luglio - Eliana Miglio, attrice, ex modella e conduttrice televisiva italiana
- 28 luglio - Rowland Phillips, ex rugbista a 15, ex rugbista a 13 e allenatore di rugby a 15 gallese
- 28 luglio - Carlo Maria Polvani, arcivescovo cattolico e teologo italiano
- 28 luglio - Pedro Troglio, allenatore di calcio e ex calciatore argentino
- 29 luglio - Leonel Álvarez, allenatore di calcio e ex calciatore colombiano
- 29 luglio - Firas Gandah, architetto e docente giordano
- 29 luglio - Dean Haglund, attore canadese
- 29 luglio - Henry James, ex cestista statunitense
- 29 luglio - Chang-rae Lee, scrittore sudcoreano
- 29 luglio - Arsen Anton Ostojić, regista e sceneggiatore croato
- 29 luglio - Ian Roberts, attore, comico e sceneggiatore statunitense
- 29 luglio - Andrea Zorzi, ex pallavolista italiano
- 30 luglio - Marina Elvira Calderone, politica italiana
- 30 luglio - Sonny Gordon, giocatore di football americano statunitense († 2023)
- 30 luglio - Nádia Bento de Lima, ex cestista brasiliana
- 30 luglio - Kyōmi Sumi, ex cestista giapponese
- 30 luglio - Richard Tardits, ex giocatore di football americano e rugbista a 15 francese
- 30 luglio - Alexis Trujillo, allenatore di calcio, dirigente sportivo e ex calciatore spagnolo
- 30 luglio - Angelo Vaccarezza, politico italiano
- 30 luglio - PierLuigi Zoccatelli, sociologo italiano († 2024)
- 30 luglio - Sybrand van Haersma Buma, politico olandese
- 31 luglio - Omar Ajete, giocatore di baseball cubano
- 31 luglio - Mario Von Appen, ex canoista tedesco
- 31 luglio - Leonardo Becchetti, economista e giornalista italiano
- 31 luglio - Scott Brooks, ex cestista e allenatore di pallacanestro statunitense
- 31 luglio - Paolo Curtaz, scrittore e teologo italiano
- 31 luglio - Pat Finn, attore statunitense
- 31 luglio - Bob Ginnetti, ex hockeista su ghiaccio canadese
- 31 luglio - Ian Roberts, attore e ex rugbista a 13 australiano
- 31 luglio - J. K. Rowling, scrittrice, sceneggiatrice e produttrice cinematografica britannica